# Lijst van voetbalinterlands Griekenland - Zweden
Deze lijst van voetbalinterlands is een overzicht van alle officiële voetbalwedstrijden tussen de nationale teams van Griekenland en Zweden. De landen hebben tot op heden negen keer tegen elkaar gespeeld. De eerste ontmoeting was in Antwerpen op 28 augustus 1920, tijdens de Olympische Zomerspelen 1920. Het laatste duel, een kwalificatiewedstrijd voor het Wereldkampioenschap voetbal 2022, vond plaats op 12 oktober 2021 in Solna.

## Wedstrijden
| № | Plaats       | Datum             | Competitie           | Wedstrijd            | Uitslag |
| - | ------------ | ----------------- | -------------------- | -------------------- | ------- |
| 1 | Antwerpen    | 28 augustus 1920  | OS 1920              | Zweden − Griekenland | 9 − 0   |
| 2 | Thessaloniki | 23 september 1981 | Vriendschappelijk    | Griekenland − Zweden | 2 − 1   |
| 3 | Malmö        | 1 mei 1986        | Vriendschappelijk    | Zweden − Griekenland | 0 − 0   |
| 4 | Athene       | 17 april 1991     | Vriendschappelijk    | Griekenland − Zweden | 2 − 2   |
| 5 | Thessaloniki | 13 februari 2002  | Vriendschappelijk    | Griekenland − Zweden | 2 − 2   |
| 6 | Norrköping   | 20 augustus 2003  | Vriendschappelijk    | Zweden − Griekenland | 1 − 2   |
| 7 | Salzburg     | 10 juni 2008      | EK 2008              | Griekenland − Zweden | 0 − 2   |
| 8 | Athene       | 8 september 2021  | WK 2022 kwalificatie | Griekenland − Zweden | 2 − 1   |
| 9 | Solna        | 12 oktober 2021   | WK 2022 kwalificatie | Zweden − Griekenland | 2 − 0   |

## Samenvatting
| Competitie        | Totaal gespeeld | Winst Griekenland | Gelijk | Winst Zweden | Doelsaldo Griekenland – Zweden |
| ----------------- | --------------- | ----------------- | ------ | ------------ | ------------------------------ |
| WK-kwalificatie   | 2               | 1                 | 0      | 1            | 2 − 3                          |
| EK-eindronde      | 1               | 0                 | 0      | 1            | 0 – 2                          |
| Olympische Spelen | 1               | 0                 | 0      | 1            | 0 – 9                          |
| Vriendschappelijk | 5               | 2                 | 3      | 0            | 8 – 6                          |
| Totaal            | 9               | 3                 | 3      | 3            | 10 – 20                        |

## Details

### Vijfde ontmoeting
| Vriendschappelijk (Thessaloniki, Griekenland, 13 februari 2002): |              | |
| Griekenland | 2 – 2        | Zweden |
| Takis Fyssas 54' Giorgos Karagounis 84' | goals        | 31' Magnus Svensson 64' Stefan Selakovic |
| Otto Rehhagel | bondscoach   | Lars Lagerbäck en Tommy Söderberg |
| Antonis Nikopolidis Nikos Dabizas Jiourkas Seitaridis 46' Takis Fyssas 81' Sotiris Kyrgiakos 72' Christos Patsatzoglou Theodoros Zagorakis 73' Pantelis Konstantinidis 69' Angelos Charisteas 69' Vassilis Tsartas 46' Demis Nikolaidis 69' | opstellingen | Magnus Hedman 85' Christoffer Andersson 61' Patrik Andersson Johan Mjällby Erik Edman 61' Pontus Farnerud Anders Svensson Daniel Andersson Magnus Svensson Zlatan Ibrahimović 73' Marcus Allbäck |
| Georgios Georgiadis 46' Georgios Karagkounis 46' Michalis Kasapis 69' Nikos Machlas 69' Zisis Vryzas 69' Tasos Katsiambis 72' Pantelis Kaffes 73' Nikos Lymberopoulos 81'                                                                   | wissels      | 61' Michael Svensson 61' Stefan Selakovic 73' Johan Elmander 85' Pontus Kåmark |
| - Debuut van Giourkas Seitaridis (Panathinaikos) en Sotiris Kyrgiakos (Panathinaikos) voor Griekenland. - Debuut van Pontus Farnerud (AS Monaco) en Johan Elmander (Feyenoord) voor Zweden.                                                 |              | |

### Zevende ontmoeting
| EK 2008 (Salzburg, Oostenrijk, 10 juni 2008): |              | |
| Griekenland | 0 – 2        | Zweden |
| | goals        | 67' Zlatan Ibrahimović 72' Petter Hansson |
| Otto Rehhagel | bondscoach   | Lars Lagerbäck |
| Antonis Nikopolidis Giourkas Seitaridis Traianos Dellas 70' Angelos Basinas Angelos Charisteas Giorgios Karagounis Vasilis Torosidis Sotirios Kyrgiakos Theofanis Gekas 46' Paraskevas Antzas Kostas Katsouranis | opstellingen | Andreas Isaksson Mikael Nilsson Olof Mellberg Petter Hansson 74' Niclas Alexandersson Anders Svensson Fredrik Ljungberg 71' Zlatan Ibrahimović Henrik Larsson Daniel Andersson 78' Christian Wilhelmsson |
| Georgios Samaras 46' Ioannis Amanatidis 70' | wissels      | 71' Johan Elmander 74' Fredrik Stoor 78' Markus Rosenberg |
| Angelos Charisteas 1' Giourkas Seitaridis 51' Vasilis Torosidis 61' | gele kaarten | |

EPO · A-internationals · Bondscoaches · Selecties · Grieks vrouwenelftal · Olympisch elftal · Griekenland U21 · Griekenland U20 · Griekenland U19 · Griekenland U18 · Griekenland U17 · Griekenland U16
1920 – 1929 ·
1930 – 1939 ·
1940 – 1949 ·
1950 – 1959 ·
1960 – 1969 ·
1970 – 1979 ·
1980 – 1989 ·
1990 – 1999 ·
2000 – 2009 ·
2010 – 2019 ·
2020 − 2029
EK 1980 · 
EK 2004 · 
EK 2008 · 
EK 2012
WK 1994 · 
WK 2010 · 
WK 2014
OS 1920 · 
OS 1952 · 
OS 2004
1920 · 
1921–1928 · 
1929 · 
1930 · 
1931 · 
1932 · 
1933 · 
1934 · 
1935 · 
1936 · 
1937 · 
1938 · 
1939–1947 · 
1948 · 
1949 · 
1950 · 
1952 · 
1952 · 
1953 · 
1954 · 
1955 · 
1956 · 
1957 · 
1958 · 
1959 · 
1960 · 
1961 · 
1962 · 
1963 · 
1964 · 
1965 · 
1966 · 
1967 · 
1968 · 
1969 · 
1970 · 
1971 · 
1972 · 
1973 · 
1974 · 
1975 · 
1976 · 
1977 · 
1978 · 
1979 · 
1980 · 
1981 · 
1982 · 
1983 · 
1984 · 
1985 · 
1986 · 
1987 · 
1988 · 
1989 · 
1990 · 
1991 ·
1992 · 
1993 · 
1994 · 
1995 · 
1996 · 
1997 · 
1998 · 
1999 · 
2000 · 
2001 · 
2002 · 
2003 · 
2004 · 
2005 · 
2006 · 
2007 · 
2008 · 
2009 · 
2010 · 
2011 · 
2012 · 
2013 · 
2014 · 
2015 · 
2016 · 
2017 · 
2018 ·
2019 ·
2020 ·
2021 ·
2022 ·
2023
Albanië ·
Argentinië ·
Armenië ·
Australië ·
België ·
Bolivia ·
Bosnië en Herzegovina ·
Brazilië ·
Bulgarije ·
Canada ·
Chili ·
Colombia ·
Costa Rica ·
Cyprus ·
Denemarken ·
DDR · 
Duitsland ·
Ecuador · 
Egypte ·
El Salvador ·
Engeland ·
Estland ·
Ethiopië ·
Faeröer ·
Finland ·
Frankrijk ·
Georgië ·
Ghana ·
Gibraltar ·
Honduras ·
Hongarije ·
Ierland ·
IJsland ·
Israël ·
Italië ·
Ivoorkust ·
Japan ·
Joegoslavië ·
Kameroen ·
Kazachstan ·
Kosovo ·
Kroatië ·
Letland ·
Libië ·
Liechtenstein ·
Litouwen ·
Luxemburg ·
Malta ·
Marokko ·
Mexico ·
Moldavië ·
Montenegro ·
Nederland ·
Nieuw-Zeeland ·
Nigeria ·
Noord-Ierland ·
Noord-Korea · 
Noorwegen ·
Oekraïne ·
Oostenrijk ·
Palestina ·
Paraguay · 
Polen ·
Portugal ·
Qatar ·
Roemenië ·
Rusland ·
San Marino ·
Saoedi-Arabië · 
Schotland ·
Senegal · 
Servië · 
Slovenië ·
Slowakije ·
Sovjet-Unie ·
Spanje ·
Syrië ·
Tsjechië ·
Tsjecho-Slowakije ·
Turkije ·
Verenigde Staten ·
Wales ·
Wit-Rusland · 
Zuid-Korea ·
Zweden ·
Zwitserland
Colombia (2014) · 
Costa Rica (2014) · 
Duitsland (2012) · 
Ivoorkust (2014) · 
Japan (2014) ·
Polen (2012) ·
Portugal (2004, 2) · 
Rusland (2008) ·
Rusland (2012) ·
Spanje (2008) ·
Tsjechië (2012) ·
Zuid-Korea (2010) ·
Zweden (2008)
SvFF · A-internationals · Selecties · Bondscoaches · Zweeds vrouwenelftal · Olympisch elftal · Zweden U21 · Zweden U20 · Zweden U19 · Zweden U18 · Zweden U17 · Zweden U16 · Vrouwen U17
1908 – 1919 ·
1920 – 1929 ·
1930 – 1939 ·
1940 – 1949 ·
1950 – 1959 ·
1960 – 1969 ·
1970 – 1979 ·
1980 – 1989 ·
1990 – 1999 ·
2000 – 2009 ·
2010 – 2019 ·
2020 − 2029
EK 1960 · 
EK 1964 · 
EK 1968 · 
EK 1972 · 
EK 1976 · 
EK 1980 · 
EK 1984 · 
EK 1988 · 
EK 1992 ·
EK 1996 · 
EK 2000 ·
EK 2004 ·
EK 2008 ·
EK 2012 · 
EK 2016 · 
EK 2020
WK 1930 · 
WK 1934 ·
WK 1938 ·
WK 1950 ·
WK 1954 · 
WK 1958 ·
WK 1962 · 
WK 1966 · 
WK 1970 ·
WK 1974 ·
WK 1978 ·
WK 1982 · 
WK 1986 · 
WK 1990 ·
WK 1994 ·
WK 1998 · 
WK 2002 ·
WK 2006 ·
WK 2010 · 
WK 2014 · 
WK 2018
OS 1908 · 
OS 1912 · 
OS 1920 · 
OS 1924 · 
OS 1928 · 
OS 1932 · 
OS 1936 · 
OS 1948 · 
OS 1952 · 
OS 1956 · 
OS 1964 · 
OS 1968 · 
OS 1972 · 
OS 1976 · 
OS 1980 · 
OS 1984 · 
OS 1988 · 
OS 1992 · 
OS 1996 · 
OS 2000 · 
OS 2004 · 
OS 2008 · 
OS 2012 · 
OS 2016
1908 · 
1909 · 
1910 · 
1911 · 
1912 · 
1913 · 
1914 · 
1915 · 
1916 · 
1917 · 
1918 · 
1919 · 
1920 · 
1921 · 
1922 · 
1923 · 
1924 · 
1925 · 
1926 · 
1927 · 
1928 · 
1929 · 
1930 · 
1931 · 
1932 · 
1933 · 
1934 · 
1935 · 
1936 · 
1937 · 
1938 · 
1939 · 
1940 ·
1941 ·
1942 ·
1943 ·
1944  ·
1945 · 
1946 · 
1947 · 
1948 · 
1949 · 
1950 · 
1952 · 
1952 · 
1953 · 
1954 · 
1955 · 
1956 · 
1957 · 
1958 · 
1959 ·
1960 · 
1961 · 
1962 · 
1963 · 
1964 · 
1965 · 
1966 · 
1967 · 
1968 · 
1969 ·
1970 · 
1971 · 
1972 · 
1973 · 
1974 · 
1975 · 
1976 · 
1977 · 
1978 · 
1979 ·
1980 · 
1981 · 
1982 · 
1983 · 
1984 · 
1985 · 
1986 · 
1987 · 
1988 · 
1989 · 
1990 · 
1991 · 
1992 · 
1993 · 
1994 · 
1995 · 
1996 · 
1997 · 
1998 · 
1999 · 
2000 · 
2001 · 
2002 · 
2003 · 
2004 · 
2005 · 
2006 · 
2007 · 
2008 · 
2009 · 
2010 · 
2011 · 
2012 · 
2013 · 
2014 · 
2015 · 
2016 · 
2017 · 
2018 ·
2019 ·
2020 ·
2021
Albanië ·
Algerije ·
Argentinië ·
Armenië ·
Australië ·
Azerbeidzjan ·
Bahrein ·
Barbados ·
België ·
Bosnië en Herzegovina ·
Botswana ·
Brazilië ·
Bulgarije ·
Chili ·
China ·
Colombia ·
Costa Rica ·
Cuba ·
Cyprus ·
DDR ·
Denemarken ·
Duitsland ·
Ecuador ·
Egypte ·
Engeland ·
Estland ·
Faeröer ·
Finland ·
Frankrijk ·
Georgië ·
Griekenland ·
Hongarije ·
Ierland ·
IJsland ·
Iran ·
Israël ·
Italië ·
Ivoorkust ·
Jamaica ·
Japan ·
Joegoslavië ·
Jordanië ·
Kameroen ·
Kazachstan ·
Kosovo ·
Kroatië ·
Letland ·
Liechtenstein ·
Litouwen ·
Luxemburg ·
Maleisië ·
Malta ·
Mexico ·
Moldavië ·
Montenegro ·
Nederland ·
Nieuw-Zeeland ·
Nigeria ·
Noord-Ierland ·
Noord-Korea ·
Noord-Macedonië ·
Noorwegen ·
Oekraïne ·
Oezbekistan ·
Oman ·
Oostenrijk ·
Paraguay ·
Peru ·
Polen ·
Portugal ·
Qatar ·
Roemenië ·
Rusland ·
San Marino ·
Saoedi-Arabië ·
Schotland ·
Senegal ·
Servië ·
Singapore ·
Slovenië ·
Slowakije ·
Sovjet-Unie ·
Spanje ·
Syrië ·
Thailand ·
Trinidad en Tobago ·
Tsjechië ·
Tsjecho-Slowakije ·
Tunesië ·
Turkije ·
Uruguay ·
Venezuela ·
Verenigde Arabische Emiraten ·
Verenigde Staten ·
Verenigd Koninkrijk ·
Wales ·
Wit-Rusland ·
Zuid-Afrika ·
Zuid-Korea ·
Zwitserland
Brazilië (1958) ·
Duitsland (2006) ·
Duitsland (2018) ·
Engeland (2006) ·
Engeland (2012) ·
Engeland (2018) ·
Frankrijk (2012) ·
Griekenland (2008) ·
Ierland (2016) ·
Italië (2016) ·
Mexico (2018) ·
Oekraïne (2012) ·
Oekraïne (2021) ·
Paraguay (2006) ·
Polen (2021) ·
Rusland (2008) ·
Slowakije (2021) ·
Spanje (2008) ·
Spanje (2021) ·
Trinidad en Tobago (2006) ·
Zuid-Korea (2018) ·
Zwitserland (2018)